# Чемпіонат Європи з легкої атлетики серед спортсменів з порушеннями розумового та фізичного розвитку 2018
Чемпіонат Європи з легкої атлетики серед спортсменів з порушеннями розумового та фізичного розвитку 2018 відбувся у Парижі (Франція) з 14 по 22 липня 2018 року. У змаганнях взяли участь спортсмени з інвалідністю з 23 країн Європи. Від команди України виступило 12 спортсменів, котрі посіли 1 загальнокомандне місце. Загалом українські спортсмени на чемпіонаті Європи 2018 року у м. Парижі (Франція) вибороли 21 медаль, серед яких 15 золотих, 4 срібних та 2 бронзових нагороди.

## Медальний залік
Топ-5 неофіційного національного медального заліку:
| Місце | Країна     |    |    |    | Усього |
| ----- | ---------- | -- | -- | -- | ------ |
| 1     | Україна    | 15 | 4  | 2  | 21     |
| 2     | Польща     | 7  | 4  | 2  | 13     |
| 3     | Росія      | 5  | 5  | 2  | 12     |
| 4     | Португалія | 3  | 10 | 6  | 19     |
| 5     | Франція    | 3  | 5  | 12 | 20     |

## Виступ України

### Чоловіки
Трекові і шосейні дисципліни
| Спортсмен        | Дисципліна        | Місце |
| ---------------- | ----------------- | ----- |
| Василь Біленко   | 400 м             | 5     |
| Павло Волуйкевич | 1500 м            | 1     |
| Павло Волуйкевич | 5000 м            | 1     |
| Василь Біленко   | 110 м з бар'єрами | 1     |
| Василь Біленко   | 400 м з бар'єрами | 1     |

Технічні дисципліни
| Спортсмен        | Дисципліна        | Місце |
| ---------------- | ----------------- | ----- |
| Максим Коваль    | Метання списа     | 1     |
| Максим Коваль    | Метання диска     | 1     |
| Максим Коваль    | Штовхання ядра    | 2     |
| Дмитро Прудніков | Потрійний стрибок | 1     |
| Дмитро Прудніков | Стрибки у довжину | 1     |

### Жінки
Трекові і шосейні дисципліни
| Спортсмен                                                      | Дисципліна       | Місце |
| -------------------------------------------------------------- | ---------------- | ----- |
| Юлія Шуляр                                                     | 200 м            | 1     |
| Юлія Шуляр                                                     | 400 м            | 1     |
| Людмила Даниліна                                               | 800 м            | 1     |
| Людмила Даниліна                                               | 1500 м           | 4     |
| Ірина Кандиба                                                  | 1500 м           | 2     |
| Ірина Кандиба                                                  | 3000 м           | 2     |
| Ірина Кандиба                                                  | 5000 м           | 1     |
| Ольга Зазуляк Олена Роздобудько Юлія Шуляр Людмила Даниліна    | Естафета 4×100 м | 1     |
| Ольга Зазуляк Ірина Кандиба Олена Роздобудько Людмила Даниліна | Естафета 4×400 м | 3     |

Технічні дисципліни
| Спортсмен           | Дисципліна        | Місце |
| ------------------- | ----------------- | ----- |
| Світлана Півень     | Метання списа     | 2     |
| Вікторія Шпачинська | Метання списа     | 3     |
| Анастасія Мисник    | Метання диску     | 4     |
| Світлана Півень     | Метання диску     | 1     |
| Вікторія Шпачинська | Метання диску     | 5     |
| Анастасія Мисник    | Штовхання ядра    | 1     |
| Світлана Півень     | Штовхання ядра    | 5     |
| Вікторія Шпачинська | Штовхання ядра    | 4     |
| Ольга Зазуляк       | Потрійний стрибок | 4     |
| Ольга Зазуляк       | Стрибки у довжину | 4     |
| Олена Роздобудько   | Стрибки у довжину | 7     |